# Edwin L. Drake

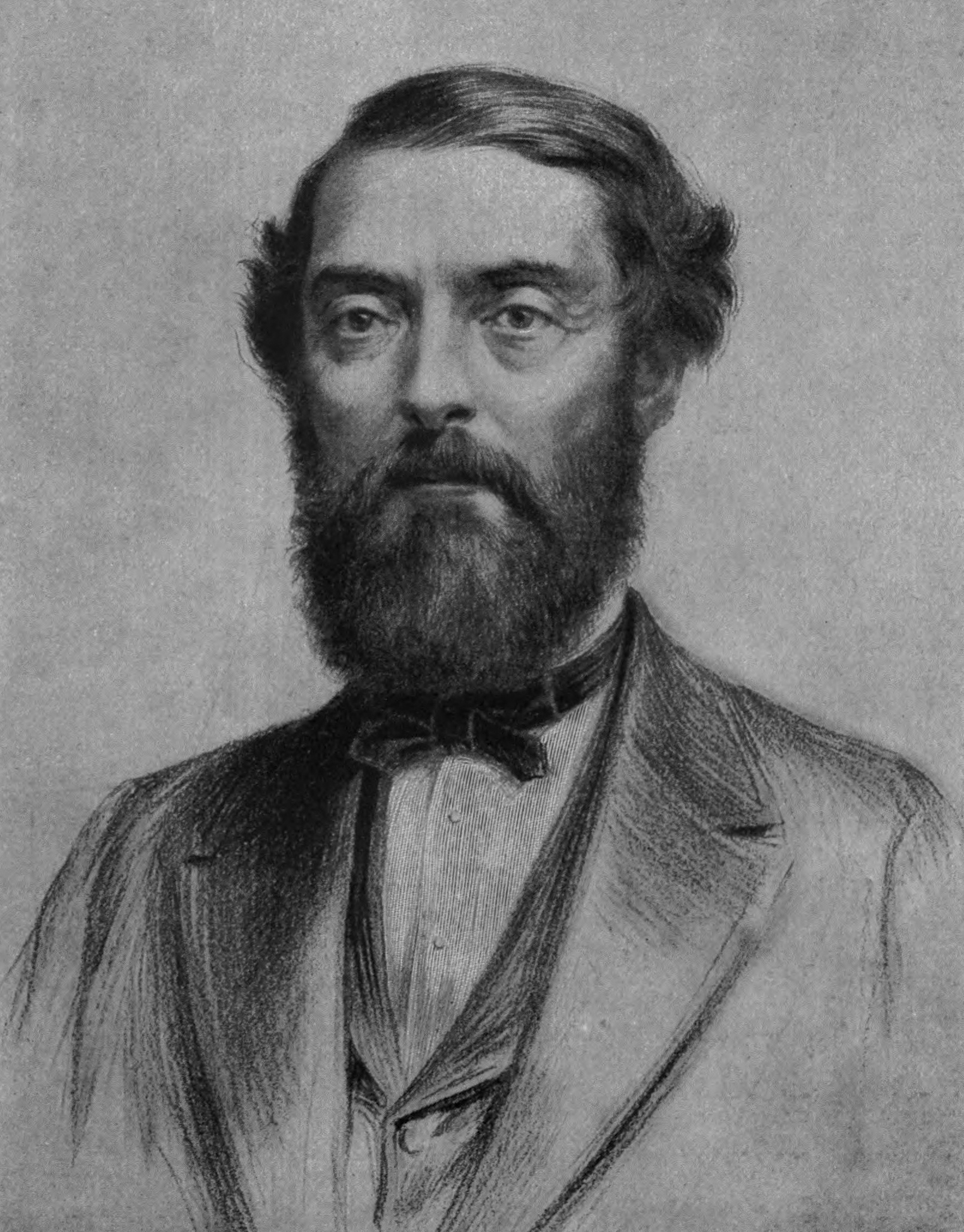
Edwin L. Drake

Edwin Laurentine Drake (* 29. März 1819 in Greenville, Greene County, New York; † 8. November 1880 in Bethlehem, Pennsylvania), auch Colonel Drake genannt, war der erste US-Amerikaner, der erfolgreich nach Erdöl bohrte. Er bohrte im Auftrag des amerikanischen Industriellen George Henry Bissell und stieß nahe Titusville in Pennsylvania am 27. August 1859 in nur 21,2 Metern Tiefe auf die erste amerikanische Ölquelle. Zehn Jahre nach dem Goldrausch begann so in Amerika der Öl-Boom.

## Leben
Drake verbrachte seine ersten Jahre auf dem Lande und wuchs in Castleton (Vermont) auf. Dort erhielt er eine Schulausbildung und arbeitete in der Landwirtschaft. Mit 19 Jahren kam er nach Hause, aber nur, um anschließend sein Glück im Mittleren Westen zu versuchen. Drake hatte Jobs als Schiffs- und als Hotelangestellter, als Warenverkäufer, als Bahnexpress-Zusteller und Zugführer in der manchmal gefährlichen Beförderung bei der jungen Eisenbahn. 1849 wurde er bei der New Haven Railroad Zugführer.
1854 starb seine erste Frau im Kindbett und hinterließ ihm einen vierjährigen Sohn. 1857 entschloss sich Drake zur zweiten Ehe mit Laura Dowd. Im Sommer des Jahres wurde er aber so krank, dass er seine Stelle bei der Bahn verlor, jedoch einige ihrer Vergünstigungen behalten durfte. Als er in New Haven (Connecticut) lebte, wurde er mit Anteilseignern der Pennsylvania Rock Oil Company bekannt und erwarb einige Gesellschaftsanteile.
Nach Titusville nahm Drake 1858 seine Frau, den einjährigen Sohn Alfred und den acht Jahre alten Sohn George mit. Die Familie lebte erst im Hotel, bis es 1860 zu einem eigenen Haus reichte. Zwei Jahre später wurde ein weiterer Sohn (Charles) geboren. 1865 kam noch eine Tochter (Mary Laura) hinzu.
Zu jener Zeit musste sich Drake aber schon eines Rollstuhls bedienen, weil er wieder gesundheitlich angeschlagen war. Seine Frau brachte die Familie mittels Näharbeiten und Aufnahme von Pensionsgästen durch. Die Notlage sprach sich in Titusville herum und Bürger der Stadt reichten 1873 beim Parlament Pennsylvanias eine Petition ein, der Familie eine jährliche Rente von 1500 Dollar zu gewähren. Sie wurde genehmigt und nach dem Ableben Drakes seiner Gattin bis zu deren Tod im Jahr 1916 weitergezahlt.
1901 wurden Edwin Drakes Gebeine von Bethlehem (Pennsylvania) nach Titusville überführt und beim dort errichteten Monument auf dem Gelände des Friedhofs Woodlawn Cemetery beigesetzt.

## Interesse am Rohöl

### Umfeld
Obwohl Erdöl schon lange bekannt war, gab es dafür keinen nennenswerten Markt. Erdöl war in den USA ein unwillkommenes Nebenprodukt bei Bohrungen nach Salzlagerstätten. Einige Male waren die Ölanreicherungen so groß, dass deshalb die Salzbohrungen aufgegeben wurden. Nur ein Salzunternehmen in Kentucky füllte das Öl in Fässer und verkaufte es als Medizin ab 1829.
Schon seit dem 14. Jahrhundert hatten Indianer des Seneca-Stammes das entlang des Oil Creek hervorquellende Rohöl eingesammelt, es als Medizin und auch zum Tausch verwendet. Im 18. Jahrhundert übernahmen Siedler in der Region das von den Indianern vertriebene Seneca-Öl zu Gesundheitszwecken. Die Siedler stauten Bäche auf, schöpften das an der Wasseroberfläche schwimmende Öl mit Paddeln oder Wolldecken ab und verwendeten es zur Linderung von Gelenkschmerzen oder von Juckreiz auf der Haut. Andere verbrannten es in ihren Lampen trotz des schwarzen Rauchs und des Gestanks oder gebrauchten das dickflüssige Erdpech zum Schmieren ihrer Wagenräder oder der Maschinerie in den Sägewerken.
Wohnungen wurden zu jener Zeit mit Lampenöl beleuchtet, das hauptsächlich durch den Walfang gewonnen wurde. Gegen Ende der 1840er Jahre stiegen die Preise für Tranöl extrem an, weil Pottwale bis fast zur Ausrottung gejagt worden waren. Dadurch wuchs die Nachfrage nach kostengünstigen Alternativen bei Beleuchtungs- und Schmiermitteln. Der Kanadier Abraham Gesner hatte unterdessen eine Methode zur Extrahierung von Öl aus Kohle gefunden. Das „Petroleum“ genannte Endprodukt fand den Weg in den Markt und wurde fabrikmäßig hergestellt. Ein anderes war das von Samuel M. Kier produzierte Carbon Oil aus Rohöl, das in seiner vom Vater geerbten Salzmine anfiel und er bislang als Medizin verkauft hatte. Kier begann, sein Rohöl zu Lampenöl zu destillieren. 1858 wurden große Mengen davon in New York City abgesetzt, wo das Produkt schnell die gefährlicheren und teureren Lampenöle vom Markt verdrängte. Das Petroleum aus Nordwest-Pennsylvania geriet außerdem zum bevorzugten Schmiermittel in der Textilindustrie. Der Preis pro Gallone stieg von ursprünglich 75 Cents auf zwei Dollar, was Investoren weitere Verdienstchancen verhieß. Studien über Rohöl zeigten, dass es eine gute Quelle zur Erlangung von Petroleum sein würde, wenn genug gefördert werden konnte.

### Kapitalgesellschaften
Im Jahr 1851 war Dr. Francis B. Brewer vom Dartmouth College nach Titusville zurückgekehrt, um in die Holzfirma seines Vaters einzutreten. Neugierig darauf, was man mit Öl alles machen könne, schaffte er 1853 ein Fass voller Rohöl aus einer am oberen Sägewerk austretenden Quelle ins Dartmouth College. Dort wurde es von den Chemikern untersucht und als ausgesprochen wertvoll eingestuft.
Ein anderer College-Absolvent, der New Yorker Rechtsanwalt George Henry Bissell, sah das Rohöl und meinte, es könne kommerziell verwertbar sein. Im November 1854 erwarb er mit einem Partner das Land um die Ölquelle. Am 30. Dezember 1854 gründeten beide die Pennsylvania Rock Oil Company of New York und suchten nach weiteren Kapitalgebern. Doch die Leute, unschlüssig über den Wert des Öls, zögerten mit ihrer Investition und warteten ein Gutachten von Professor Benjamin Silliman Jr. von der Yale University ab. Das bestätigte das ökonomische Potenzial der Probe.
Silliman beschrieb, dass durch die Destillation von Rohöl Petroleum (zur Beleuchtung), Benzin (mit noch ungewisser Verwendung), Paraffin (zur Kerzenproduktion), Schmierstoffe (für Maschinen), Benzol (als Lösungsmittel) und Teer (für den Straßenbau) entstehen können.
Das Gutachten bewog jetzt einige Spekulanten aus New Haven, Geld in das Unternehmen einzuschießen unter der Bedingung, dass die Firma nach Connecticut verlegt werde, wo liberalere Gesetze herrschten. Am 18. September 1855 entstand daher die Pennsylvania Rock Oil Company of Connecticut. Reibereien unter den Anteilseignern führten zu einer neuerlichen Reorganisation und schließlich wurde die Seneca Oil Company im März 1858 gebildet. Sie heuerte Edwin Drake als ihren Generalagenten mit einem Jahresverdienst von 1000 Dollar an und beauftragte ihn, mit der Ölförderung zu beginnen. Die Arbeitgeber Drakes suchten Rohöl für ihr neues Unternehmen, das Petroleum für Lampen herstellen sollte.
Folgt man Ida Tarbells Buch The History of Standard Oil (1904), so waren Ölbohrungen nicht die Idee Drakes, sondern eher die seines Arbeitgebers George H. Bissell. Bissell schickte Drake im Frühjahr 1858 auf den Weg.

### Drakes Ölbohrungen

Titusville heute

Die Seneca Oil Company beauftragte Edwin Drake mit dem Abbau der vermuteten Erdölvorkommen in Titusville. Die Ölfirma wählte den pensionierten Bahnmann vielleicht auch nur deswegen, weil er kostenlos mit dem Zug fahren durfte. 1857 und 1858 suchte Drake nach Öl in und um Titusville. Um ihrem Generalagenten mehr Glanz zu verleihen, stellten die Manager Drake einfach als „Colonel“ vor. Eine Militärdienstzeit, geschweige denn als Oberst, hatte er nicht absolviert.
Drake hielt es anfangs für das Beste, nach Öl zu graben, aber Grundwasser ließ das rasch scheitern; so entschloss er sich zu bohren. Drake ging nach Tarentum (Pennsylvania) bei Pittsburgh, um dort bei Salzbohrungen zu lernen und nach einem erfahrenen Spezialisten Ausschau zu halten. Er kaufte die notwendigen Gerätschaften ein und besorgte eine alte Dampfmaschine, um die Bohrung niederzubringen. In Titusville baute er dazu ein Maschinenhaus und stellte einen Bohrturm auf, bis der Winter eine Unterbrechung erzwang. William A. Smith, ein erfahrener Bohrfachmann und Schmied in Tarentum, arbeitete ab Frühjahr 1859 für ihn und stellte Bohrgerätschaften her.
Drakes Erfolg war zu Beginn begrenzt, weil das Team nur in der Lage war, eine maximale Fördermenge von 10 Barrel (1,6 m³) pro Tag zu gewinnen. Das reichte nicht für eine wirtschaftliche Ausbeutung. Die Versuche, sehr große Schächte im Boden zu graben, scheiterten wegen der Grundwassereinsickerung. Drake entschied sich für ein Vorgehen nach Art der Salzbohrungen. Der Bohrturm wurde auf einer künstlichen Insel im Oil Creek errichtet. Es dauerte einige Zeit für die Bohrer, die Kiesschichten zu durchdringen. Bei 16 Fuß (5 m) stürzten die Seiten der Bohrung ein. Seine Helfer begannen zu verzweifeln, nicht jedoch Drake.
Er dachte sich nun die Idee eines Vortriebs mittels eines Rohres aus. Dieses Eisenrohr bestand aus 10 Fuß langen Verbindungsstücken. Die Rohre wurden nach und nach in den Boden getrieben. Bei 32 Fuß (10 m) schlugen sie auf felsigem Untergrund auf. Das Bohrgerät wurde jetzt durch das Rohr gesenkt und Dampf wurde benutzt, um durch das Grundgestein zu bohren und den Abraum nach oben zu bringen. Das ging jedoch äußerst langsam vor sich.
Unterdessen begann der Spott über Drakes scheinbar unproduktiven Betrieb zuzunehmen. Drake ging das Geld aus. Erstaunlicherweise hatte auch die Seneca Oil Company ihren Mann im Stich gelassen und Drake musste auf Freunde bauen, die das Vorhaben unterstützten.
Bis zum 27. August 1859 hatte Drake ausgeharrt, während sein Bohrmeißel schon eine Gesamttiefe von 69,5 Fuß (21 m) erreichte. An diesem Punkt traf die Spitze auf einen Spalt und sackte ab. Die Männer packten für diesen Tag zusammen. Am nächsten Morgen sah Drakes Bohrspezialist „Billy“ Smith ins Bohrloch, um die Arbeit des neuen Tages vorzubereiten. Er sah aufsteigendes Rohöl. Drake wurde gerufen und das Öl wurde mit einer Handpumpe an die Oberfläche gekurbelt und in einer Badewanne gesammelt.
Die Nachricht vom Erfolg verbreitete sich in Windeseile in der Gegend. Die Bohrung lieferte anfangs etwa 4000 Liter pro Tag, ging aber relativ rasch auf eine Fördermenge von 1500 Liter zurück.

## Folgen
Weil bereits auf einigen benachbarten Claims nach herkömmlicher Weise die Ölsuche stattfand, wurde die Drake-Bohrung als erfolgreiche neuartige Vorgehensweise rasch kopiert. Schon einen Tag nach seinem Öl-Erfolg wurden Drakes Methoden entlang des Oil Creek und im umliegenden Gebiet nachgeahmt. Ein Ölrausch brach in der Gegend aus, weil scheinbar leicht zu verdienendes Geld lockte. Dies kulminierte in der Gründung einiger Ölboomstädte entlang des Flusses. Ein Jahr später waren im Nordwesten Pennsylvanias ungefähr 2.000 Bohrlöcher anzutreffen. Um 1865 produzierte das nahegelegene Pithole City einige Monate lang fast 2/3 der Weltölförderung.
Drake gründete eine Kapitalgesellschaft zur Ölgewinnung und -vermarktung. Doch während seine bahnbrechende Arbeit zum Heranwachsen einer Erdölindustrie führte, die vielen Leuten einen fabelhaften Reichtum brachte, blieb Drakes Vermögen bescheiden. Drake besaß keinen guten Geschäftssinn. Er scheiterte bei der Patentierung seiner Bohrzeugerfindung. Dann verlor er alle seine Ersparnisse in einer Ölspekulation im Jahr 1863. Im Herbst seines Lebens stand er als verarmter Mann da. Nach einer Eingabe von Bürgern zahlte Pennsylvania ab 1873 der Familie eine Rente. Dies geschah in Anerkennung seiner Verdienste um das Gemeinwohl an jenen „verrückten Mann“, dessen Entschlossenheit das Entstehen der Erdölindustrie einleitete.

## Sonstiges
Drakes Leben wird auch im Band Im Schatten der Bohrtürme der Comicreihe Lucky Luke aufgegriffen.
Edwin L. Drake gehört zwar zu den ersten Pionieren des Ölzeitalters, doch war bereits im Jahr 1858 in Kanada vom Geschäftsmann James Miller Williams in Oil Springs, Lambton County, mit der kommerziellen Ausbeutung einer Ölquelle begonnen worden.